# NP3 Fastigheter
NP3 Fastigheter AB är ett svenskt fastighetsföretag, som bygger och förvaltar kommersiella fastigheter i Sverige, främst i norra Sverige.
NP3 Fastigheter grundades 2007 och är noterat på Stockholmsbörsen. Det hade vid utgången av 2020 388 fastigheter med en uthyrningsbar yta på 1.436.000 kvadratmeter.